# Trang viên tại Lubiechowa
Trang viên tại Lubiechowa (tiếng Ba Lan: Dwór w Lubiechowej) được xây dựng vào thế kỷ 15/16 tại Lubiechowa .

## Chức vụ
Trang viên nằm ở một ngôi làng thuộc gmina Świerzawa, quận Złotoryja, tỉnh Dolnośląskie, Ba Lan, trên sườn dãy núi Kaczawskie ở Sudety.

## Cấu trúc trang viên
Trang viên xây dựng vào những năm cuối thế kỷ 15 hoặc đầu thế kỷ 16. Công trình được xây dựng trên một mặt bằng hình chữ nhật, nằm trên một hòn đảo nhân tạo trong một cái ao. Lối vào ban đầu nằm ở giữa bức tường dài hơn - ở phía đông nam - ở độ cao của tầng hai.
Trang viên được xây dựng lại vào đầu thế kỉ 16, đặc biệt một gian nhà ba tầng ở phía tây bắc được xây lại để làm nhà bếp.
Trong nửa đầu của thế kỷ 17, các cửa sổ nhô ra ngoài (bay window), cột nhà, các cửa sổ mới được xây dựng và nhà bếp kiến thiết lại. Nội thất được trang trí theo phong cách polychrome.
Sau năm 1756, trang viên bỏ hoang được xây thành kho thóc với các đầu hồi, những cửa sổ hình elip, mái nhà với bệ đá và ba trụ mới. Hầu hết các căn bếp được tháo dỡ. Hai lối vào trang viên, ao thoát nước và các trang viên trong trang trại được dựng lên.
Vào đầu năm 2019, Tiến sĩ Piotr Błoniewski có một ý tưởng cho việc tái thiết trang viên và phát triển khu vực lân cận trang viên trang trại.